# Doe Maar
Doe Maar («Ду мар», с нидерл. — «Давай!») — нидерландская поп-группа, популярная в начале 80-х годов, соединившая элементы ска, регги, панк и нидерландскоязычной поп-музыки (nederpop).

## История группы
Первый состав Doe Maar возник по случаю проходившего в Амстердаме в 1978 году фестиваля Festival of Fools. Организаторы фестиваля обратились за помощью к вокалисту и клавишнику регги-группы The Rumbones Эрнсту Янсу, который в свою очередь пригласил басиста Пита Деккера из той же группы и участников группы Steam — Карела Копира (ударные) и Яна Хендрикса (гитара). Изначально группа выступала в сопровождении двух клоунов и трех вокалистов и исполняла нидерландоязычную популярную и развлекательную музыку.
В 1979 году группа записывает первый альбом Doe Maar на лейбле Telstar, сингл с которого, Ik zou het willen doen, входит в национальный хит-парад. Однако разногласия между Янсом и Деккером приводят к решению о роспуске группы, отсроченном лишь из-за контрактных обязательств коллектива, для исполнения которых Янс обращается за помощью бас-гитариста Хенни Вринтена (в прошлом игравшем на гитаре в The Rumbones вместе с Янсом и Деккером). Взаимное влияние Янса и Вринтена друг на друга оказывается весьма положительным. В это же время репертуар группы избавляется от развлекательных номеров и музыканты концентрируются на ска и регги композициях. В начале 1981 года выходит альбом с новым материалом группы — Skunk.
В 1982 году выходят сингл Doris Day и альбом Doris Day En Andere Stukken, а также даб-ремикс альбома, озаглавленный Doe De Dub Discodubversie. В мае 1982 года творческие успехи коллектива приносят ему призы Zielveren Harp («Серебряная Арфа») и Stichting Conamus Prijs. 31 мая 1982 года Doe Maar открывает фестиваль популярной музыки Pinkpop. В октябре того же года группа участвует в концерте Veronica’s Popnacht вместе с Golden Earring, Normaal и Vitesse.
Когда в ноябре выходит сингл De Bom, популярность группы в стране достигает беспрецедентных масштабов. Выступления сопровождаются истериками поклонниц, портреты музыкантов не покидают первых страниц газет, лейбл успешно торгует не только записями, но и товарами с символикой группы и изображениями участников. Skunk, альбом двухлетней давности, вырывается на первое место хит-парада в январе 1983 года. Все альбомы группы кроме первого достигают первого место в хит-параде.
В марте выходит альбом 4us («Вирус»), который становится первым альбомом нидерландской группы, опубликованным на компакт-диске (наряду с грампластинкой и кассетой). Концертные записи турне 1983 года выходят на альбоме Lijf aan lijf. В начале 1984 года коллектив приступает к работе над новым альбомом, но уже скоро участники вынуждены признать, что находятся в творческом кризисе и принимают решение о роспуске группы.
В 1999 году группа собирается снова, записывает альбом Klaar и даёт 16 концертов в зале Ahoy, в Роттердаме. В течение пяти недель альбом находится на первом месте национального хит-парада. 175 тысяч слушателей посещает концерты, что делает Doe Maar самым популярным коллективом страны в 2000 году.

## Дискография
- Doe Maar (1979)
- Skunk (1981)
- Doris Day en andere stukken (1982)
- Doe de dub — discoversie (1982)
- 4us (1983)
- Lijf aan lijf (1983, концертный альбом)
- 5 jaar Doe Maar, Het complete overzicht (1984)
- De beste van Doe Maar (LP) (1984)
- De beste van Doe Maar (CD) (1987)
- De beste (1991)
- Het complete hitoverzicht (1994)
- Het afscheidsconcert — Live in de Maaspoort 's‑Hertogenbosch (1995, концертный альбом)
- Het allerbeste van Doe Maar (1999)
- Alles (1999)
- Klaar (2000)
- Hees van Ahoy (2000, концертный альбом)
- Hollands glorie (2004)
- Écht alles (2007)
- De singles (2008)
- De doos van Doe Maar (2012)
- Versies/Limmen tapes (2012)
- Symphonica in Rosso (2012)